# Phrynichus madagascariensis
Phrynichus madagascariensis är en amblypyger som beskrevs av Peter Weygoldt 1998. Det ingår i släktet Phrynichus och familjen Phrynichidae. Inga underarter finns listade i Catalogue of Life.